# Louis Baraguey d'Hilliers
Louis Baraguey d'Hilliers, francoski general, * 1764, † 1813.
1. 1 2  data.bnf.fr: platforma za odprte podatke — 2011.
2. 1 2  SNAC — 2010.